# سوماریوا دل بوسکو
سوماریوا دل بوسکو (به ایتالیایی: Sommariva del Bosco) یک کومونه در ایتالیا است که در استان کونیو واقع شده‌است.

## خصوصیات
سوماریوا دل بوسکو ۳۵٫۶ کیلومترمربع مساحت و ۵٬۹۲۳ نفر جمعیت دارد و ۲۹۸ متر بالاتر از سطح دریا واقع شده‌است.